# Laburrus kuznetsovi
Laburrus kuznetsovi är en insektsart som beskrevs av Alexander Fyodorovich Emeljanov 1962. Laburrus kuznetsovi ingår i släktet Laburrus och familjen dvärgstritar. Inga underarter finns listade i Catalogue of Life.